# The Early Years 1967–1972: Cre/ation
The Early Years 1967–1972: Cre/ation – wydana w 2016 roku kompilacja utworów brytyjskiego zespołu rockowego Pink Floyd. Zawiera utwory z wczesnego okresu zespołu (z lat 1967-72, a więc okres od albumu "The Piper at the Gates of Dawn" do "Obscured by Clouds").
Wszystkie utwory zostały zremasterowane przez Jamesa Guthriego i Joela Plante. Autorem okładki jest StormStudios.

## Lista utworów
Dysk pierwszy
1. "Arnold Layne" – 2:57
2. "See Emily Play" – 2:55
3. "Matilda Mother" (alternate version)  – 3:58
4. "Jugband Blues"  – 3:02
5. "Paint Box" – 3:47
6. "Flaming" (BBC Radio Session, 25 September 1967) – 2:42
7. "In the Beechwoods"  – 4:43
8. "Point Me at the Sky" – 3:41
9. "Careful with That Axe, Eugene"  – 5:48
10. "Embryo" (from Harvest Records sampler Picnic) – 4:42
11. "US Radio advertisement for Ummagumma" – 0:22
12. "Grantchester Meadows" (BBC Radio Session, 12 May 1969) – 3:46
13. "Cymbaline" (BBC Radio Session, 12 May 1969) – 3:39
14. "Interstellar Overdrive" (Live at the Paradiso, Amsterdam, 9 August 1969) – 4:24
15. "Green Is the Colour" (BBC Radio Session, 12 May 1969) – 3:21
16. "Careful with That Axe, Eugene" (BBC Radio Session, 12 May 1969) – 3:28

Dysk drugi
1. "On the Highway" (Zabriskie Point sessions) – 1:17
2. "Auto Scene Version 2" (Zabriskie Point sessions) – 1:13
3. "The Riot Scene" (Zabriskie Point sessions) – 1:40
4. "Looking at Map" (Zabriskie Point sessions) – 1:56
5. "Take Off" (Zabriskie Point sessions) – 1:19
6. "Embryo" (BBC Radio Session, 16 July 1970) – 10:13
7. "Atom Heart Mother" (Live at the Casino de Montreux, 21 November 1970)  – 18:01
8. "Nothing, Part 14" ("Echoes" work in progress) – 7:01
9. "Childhood's End" (2016 mix)  – 4:33
10. "Free Four" (2016 mix)  – 4:16
11. "Stay" (2016 mix)  – 4:08

## Autorzy
- David Gilmour – śpiew, gitary (z wyjątkiem dysku pierwszego, utwory 1–7, 11)
- Roger Waters – śpiew, gitara basowa (z wyjątkiem dysku pierwszego, utwór 11)
- Richard Wright – śpiew, klawisze (z wyjątkiem dysku pierwszego, utwór 11)
- Nick Mason – perkusja (z wyjątkiem dysku pierwszego, utwór 11)
- Syd Barrett – śpiew, gitary (tylko dysk pierwszy, utwory 1–7)